# Anni 1580
Gli anni 1580 sono il decennio che comprende gli anni dal 1580 al 1589 inclusi.

## Eventi, invenzioni e scoperte
- Viene introdotto il Calendario gregoriano nel 1582.
- 8 febbraio 1587: Muore decapitata, su ordine della regina Elisabetta I, Maria Stuarda, regina di Scozia e regina d'Inghilterra per coloro che non riconoscevano legittima la sovranità di Elisabetta
- 1589: Viene concepito l'algoritmo di prostaferesi per semplificare il calcolo manuale delle moltiplicazioni.